# Juli 2007
Portal Geschichte | Portal Biografien | Aktuelle Ereignisse | Jahreskalender | Tagesartikel

◄ |
20. Jahrhundert |
21. Jahrhundert

◄ |
1970er |
1980er |
1990er |
2000er
| 2010er | 2020er | 2030er | ►

◄ |
2003 |
2004 |
2005 |
2006 |
2007
| 2008 | 2009 | 2010 | 2011 | ►

◄ |
April 2007 |
Mai 2007 |
Juni 2007 |
Juli 2007 |
August 2007 |
September 2007 |
Oktober 2007 |
►
Dieser Artikel behandelt tagesbezogene Nachrichten und Ereignisse im Juli 2007.

## Tagesgeschehen

### Sonntag, 1. Juli 2007
- Klagenfurt/Österreich: Der deutsche Schriftsteller Lutz Seiler gewinnt mit seinem Prosatext Turksib den Ingeborg-Bachmann-Preis 2007.[1]
- Lissabon/Portugal: Portugal übernimmt von Deutschland den Vorsitz im Rat der Europäischen Union. Das Amt des Regierungschefs der EG erhält José Sócrates.[2]
- London/Vereinigtes Königreich: Circa zwei Monate vor dem 10. Todestag von Diana, Princess of Wales, der ersten Ehefrau von Charles III., findet in London das Concert for Diana statt.[3]
- München/Deutschland: Der deutsche Fußballspieler Miroslav Klose nimmt beim FC Bayern München die Arbeit auf, die von Bayern München an Werder Bremen gezahlte Ablösesumme für Klose ist mit 15 Millionen Euro die höchste, die bis dato für einen deutschen Fußballer gezahlt wurde.[4]
- Wien/Österreich: Das Parlament beschließt die Senkung des Wahlalters für bundesweite Wahlen von 18 auf 16 Jahre. Die niedrige Altersgrenze, die Österreich mit nur wenigen Staaten gemeinsam hat, soll die Politikverdrossenheit der Jugend mildern; geplant sind auch schulische Begleitmaßnahmen der politischen Bildung.

### Montag, 2. Juli 2007

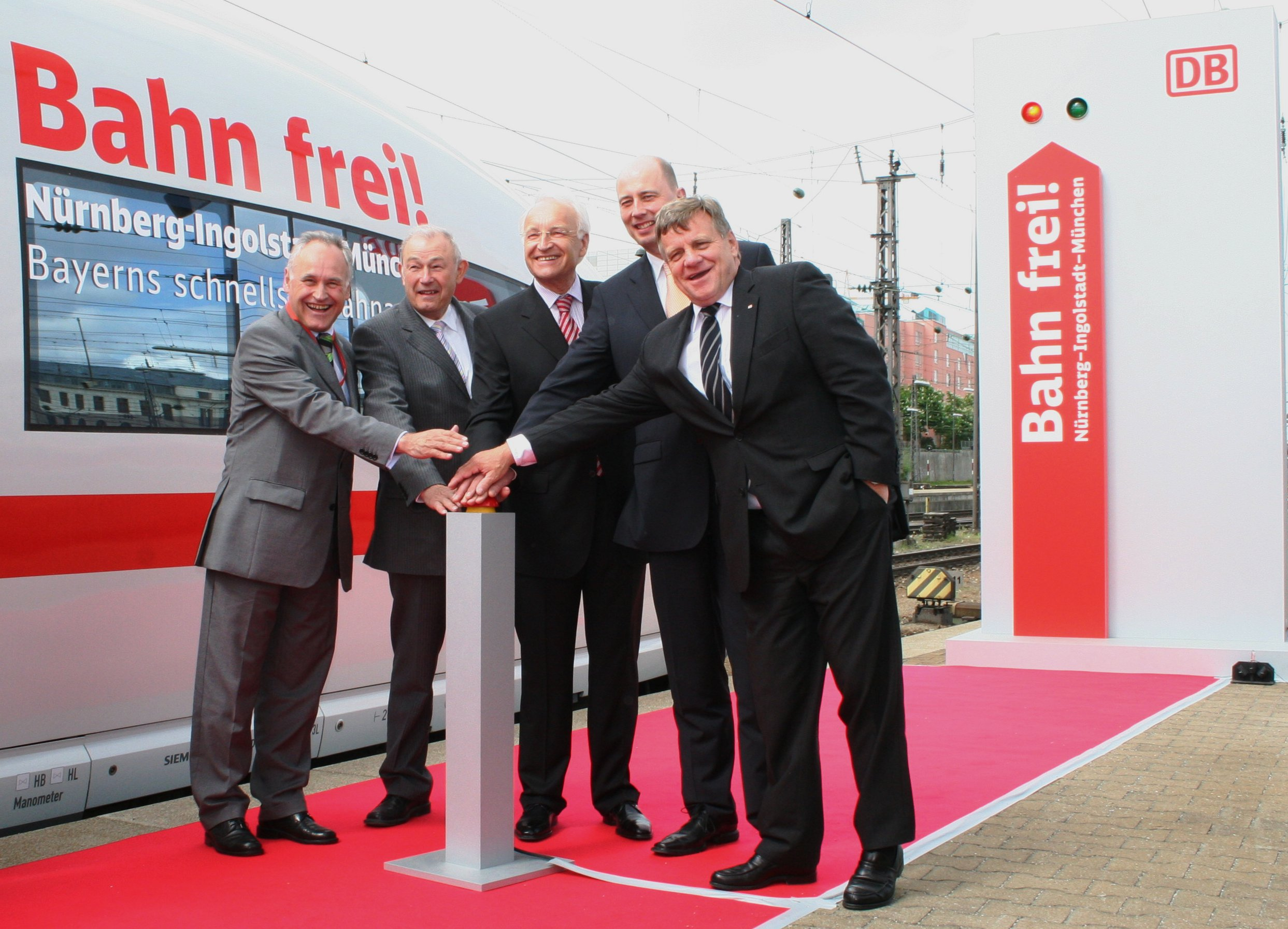
Auf Schnellfahrtrassen und Logistik konzentriert sich derzeit die Deutsche Bahn

- Berlin/Deutschland: Die Gewerkschaften Transnet und GDBA beginnen mit Streiks gegen die Deutsche Bahn AG, um Einkommenserhöhungen von mindestens 7 % zu erreichen.[5]
- Istanbul/Türkei: Ein halbes Jahr nach der Ermordung des türkisch-armenischen Journalisten Hrant Dink beginnt der Prozess gegen den jugendlichen Haupttäter sowie 17 weitere Angeklagte.[6]
- Marib/Jemen: Bei einem Selbstmordattentat auf eine 15-köpfige spanische Touristengruppe am Mondtempel von Marib, der ehemaligen Hauptstadt des antiken Reiches der Königin von Saba, werden mindestens sechs Menschen getötet.[7]

### Dienstag, 3. Juli 2007
- Bagdad/Irak: Nach Angaben des US-Militärs unterstützt die Iranische Revolutionsgarde die Ausbildung von schiitischen Extremisten, stattet diese mit Waffen aus und hilft bei der Planung von Terroranschlägen.[8]
- Deutschland: Ein flächendeckender Warnstreik der Gewerkschaft Deutscher Lokomotivführer von 5.00 Uhr bis 9.00 Uhr für einen eigenen Fahrpersonal-Tarifvertrag führt zu massiven Störungen im Schienenverkehr.[9]
- London/Vereinigtes Königreich: Die britischen Bauunternehmen Taylor Woodrow und George Wimpey fusionieren zum Unternehmen Taylor Wimpey.[10]
- Peking/China: In der Volksrepublik sterben nach Angaben der Financial Times jährlich 750.000 Menschen an den Folgen der Umweltverschmutzung. Laut ihren Information hat die chinesische Regierung die Weltbank unter Druck gesetzt, damit eine entsprechende Passage aus dem Umweltbericht getilgt werde, da diese Angaben soziale Unruhen auslösen könnten.[11][12]
- Tokio/Japan: Der japanische Verteidigungsminister Fumio Kyūma tritt nach seinen umstrittenen Äußerungen zur Bedeutung der beiden Atombombenabwürfe über Hiroshima und Nagasaki für die Beendigung des Zweiten Weltkrieges zurück. Nachfolgerin Kyumas wird die bisherige Sicherheitsberaterin Yuriko Koike.[13]
- Valencia/Spanien: Das Schweizer Segel-Syndikat Alinghi gewinnt die siebte Wettfahrt und damit den America’s Cup 2007 mit 5:2 Siegen gegen Herausforderer Team New Zealand.[14]
- Washington, D.C./Vereinigte Staaten: Die durch Präsident George W. Bush angeordnete Haftverschonung zugunsten des früheren Beraters Lewis Libby von US-Vizepräsident Dick Cheney, der wegen Meineid und Behinderung der Justiz bei den Ermittlungen zur Enttarnung einer CIA-Agentin zu 30 Monaten Gefängnis verurteilt worden war, beunruhigt die politische Szenerie der Hauptstadt.[15]

### Mittwoch, 4. Juli 2007
- Gaza/Palästinensische Autonomiegebiete: Der von der palästinensischen Gruppierung Armee des Islam entführte Reporter des Rundfunkveranstalters BBC Alan Johnston wird nach viermonatiger Geiselhaft freigelassen.[16]
- Guatemala-Stadt/Guatemala: Das IOC bestimmt Sotschi zum Austragungsort der Olympischen Winterspiele 2014.[17]
- Karlsruhe/Deutschland: Das Bundesverfassungsgericht weist die Klagen von neun Mitgliedern des Bundestages gegen die Pflicht zur Offenlegung von Nebeneinkünften ab.[18]

### Donnerstag, 5. Juli 2007
- Berlin/Deutschland: Der Bundestag verabschiedet die Neufassung des Versicherungsvertragsgesetzes. Die meisten Neuerungen betreffen Lebensversicherungen und erweitern die Rechte der Versicherungsnehmer, denen z. B. mehr Anspruch auf Information und Beratung im Hinblick auf das Produkt zugestanden wird.[19]
- Deutschland: Nach ergebnislosem Spitzengespräch zwischen der Deutschen Bahn AG und der Gewerkschaft Deutscher Lokomotivführer (GDL) kündigt die Gewerkschaft für kommende Woche weitere Warnstreiks an. Die GDL fordert einen eigenen Tarifvertrag für das Fahrpersonal.[20][21]

### Freitag, 6. Juli 2007
- Berlin/Deutschland: Nach dem Bundestag beschließt auch der Bundesrat die Unternehmensteuerreform 2008 in Deutschland, bei der die nominalen Steuersätze von 39 auf unter 30 Prozent absenkt werden.[22]
- Berlin/Deutschland: Die Eisenbahn-Gewerkschaften Transnet und GDBA kündigen an, den Bahnverkehr am Wochenende nicht durch Streikmaßnahmen zu behindern.[23]
- Islamabad/Pakistan: Die Kämpfe um die Rote Moschee zwischen den islamistischen Koranschülern und den pakistanischen Regierungstruppen verschärfen sich zunehmend. Die Taliban sind zum Märtyrertod bereit.[24]
- Kabul/Afghanistan: In einem ehemaligen Militärgefängnis auf einem sowjetischen Militärgelände wird ein Massengrab gefunden. Bei den Opfern handelt es sich vermutlich um afghanische Zivilisten, die den Sowjets eine Zusammenarbeit verweigerten. Die Menschen wurden zum Teil durch Kopfschüsse getötet, zum Teil wurden sie bei lebendigem Leibe in den Räumen des Gefängnisses eingemauert.[25]

### Samstag, 7. Juli 2007

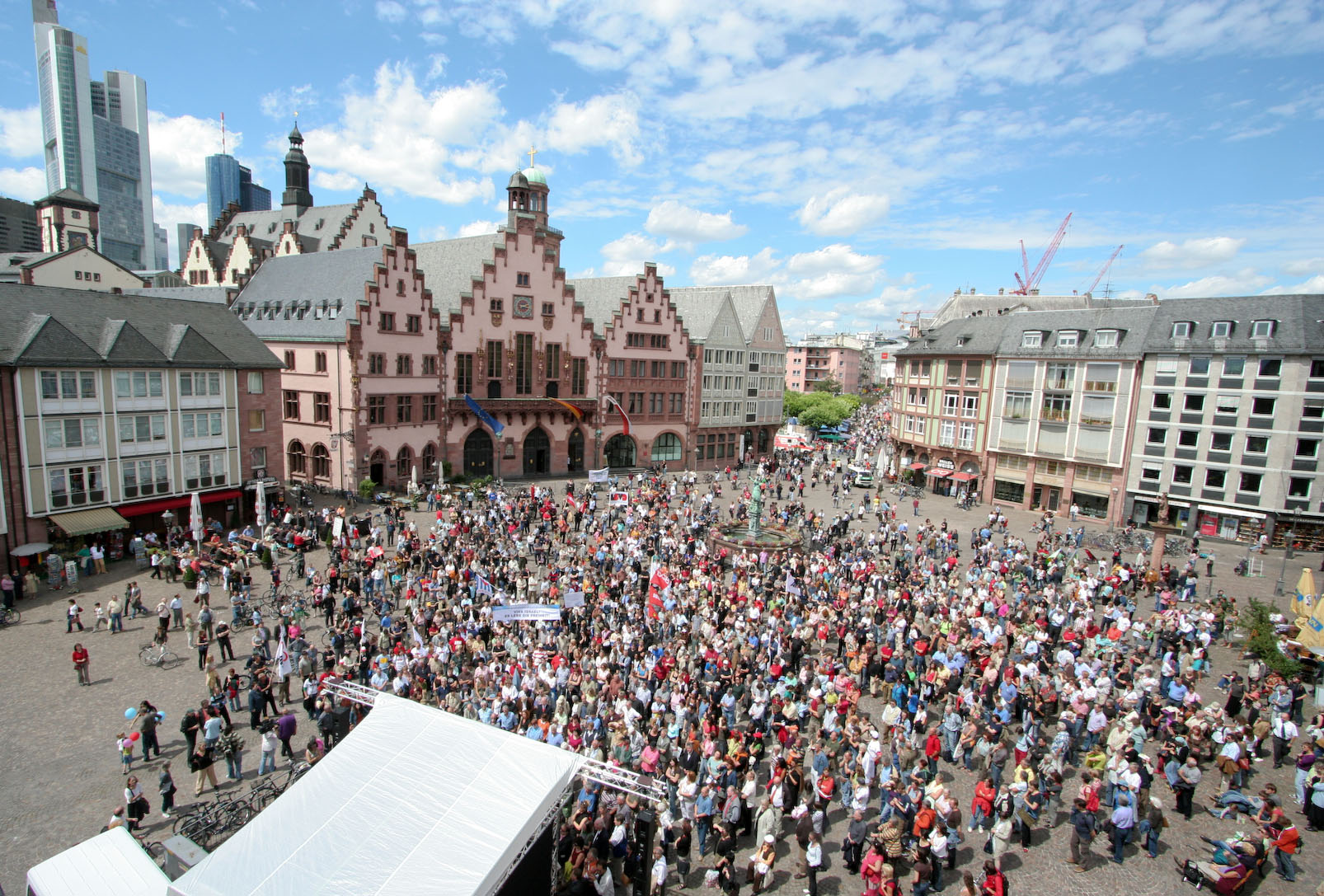
Kundgebung auf dem Frankfurter Römer gegen die NPD-Demonstration

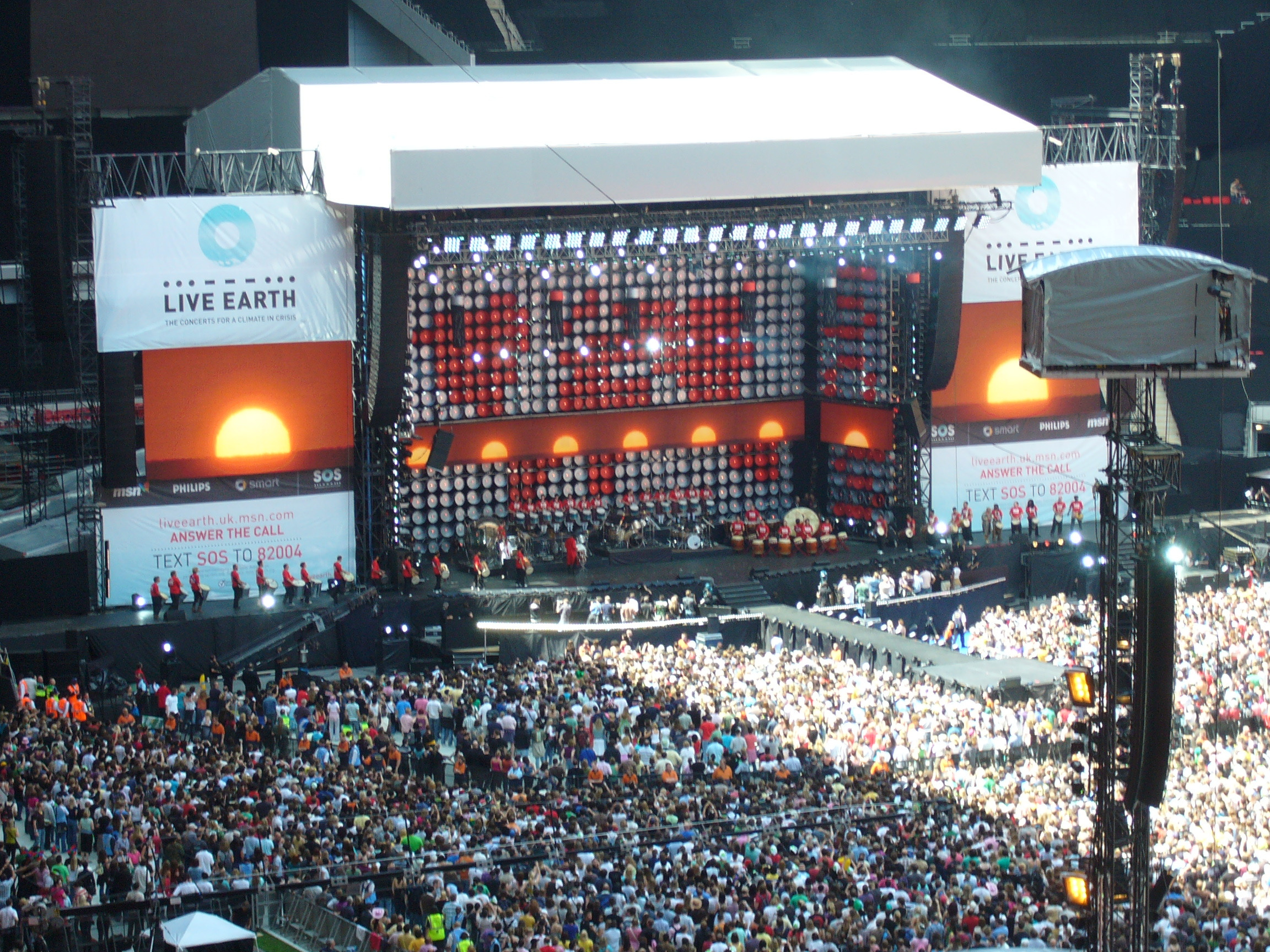
Live-Earth-Konzert im Wembley-Stadion London

- Bagdad/Irak: Bei einem Selbstmordattentat durch eine Autobombe werden in der irakischen Stadt Amirli über 100 Menschen getötet.[26]
- Frankfurt am Main/Deutschland: Im Zusammenhang einer bevorstehenden NPD-Demonstration in der Mainmetropole fordert SPD-Fraktionschef Peter Struck ein neues Überprüfungsverfahren gegenüber der Partei. Es könne nicht angehen, dass „der Steuerzahler über seine Steuern diese Verfassungsfeinde finanziert“. Analog fordert Dieter Graumann, Vizepräsident des Zentralrats der Juden in Deutschland, von der Politik die Wiederaufnahme des NPD-Verbotsverfahrens.[27]
- Lissabon/Portugal: In Lissabon wurden am heutigen Abend die „7 neuen Weltwunder“ verkündet. Zu ihnen gehören das Kolosseum in Rom, die Chinesische Mauer, der Taj-Mahal-Tempel, die Felsenstadt Petra, die Erlöserstatue Christi in Rio, die Inka-Ruinen von Machu Picchu und die Ruinen der Maya-Stadt Chichén Itzá.[28]
- London/Vereinigtes Königreich: Die Amerikanerin Venus Williams gewinnt das Damen-Einzel-Turnier der Wimbledon Championships im Tennis gegen die Französin Marion Bartoli.[29]
- Weltweit: Die auf allen sieben Kontinenten stattfindende 24-stündige Benefiz-Konzertreihe Live Earth will mit rund 150 Interpreten und Bands weltweit das Bewusstsein für den Klimaschutz schärfen. Sie ist mit rund einer Million Konzertbesuchern und geschätzten zwei Milliarden Zuhörern und Zuschauern über verschiedene Medien das bis dahin größte Musikereignis der Geschichte.[30]

### Sonntag, 8. Juli 2007
- Dornbirn/Österreich: Eröffnungsveranstaltung der 13. Weltgymnaestrada, die bis zum 14. Juli in Dornbirn und weiteren Gemeinden Vorarlbergs ausgetragen wird.[31]
- London/Vereinigtes Königreich: Im Finale des Herren-Einzel-Turniers der Wimbledon Championships kommt es zu einer Neuauflage des Vorjahresendspiels. Titelverteidiger Roger Federer aus der Schweiz bezwingt erneut Rafael Nadal aus Spanien, diesmal in fünf Sätzen.[32]

### Montag, 9. Juli 2007
- Berlin/Deutschland: Die Deutsche Bahn AG schließt unabhängig von der Forderung nach einem Fahrpersonal-Tarifvertrag seitens der Gewerkschaft Deutscher Lokomotivführer neue Tarifverträge mit den Gewerkschaften GDBA und Transnet ab.[33]

### Dienstag, 10. Juli 2007

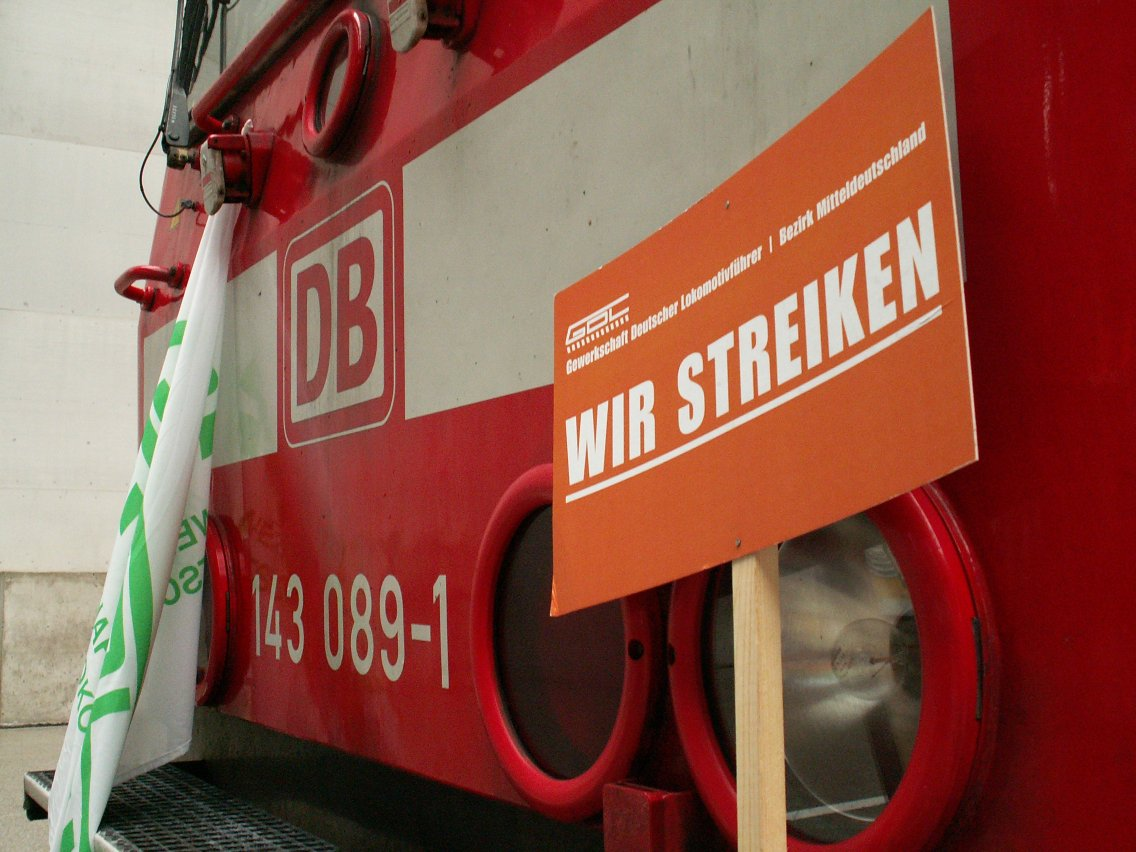
Streik-Schild der GDL

- Deutschland: Zum zweiten Mal, erstmals am 3. Juli, führt die Gewerkschaft Deutscher Lokomotivführer (GDL) einen Warnstreik durch, der diesmal drei Stunden am Morgen währt und bundesweit erhebliche Beeinträchtigungen des Zugverkehrs verursacht. Das Arbeitsgericht Düsseldorf stoppt die GDL-Maßnahme im Land Nordrhein-Westfalen durch einstweilige Verfügung.[34][35]
- Islamabad/Pakistan: Spezialeinheiten des pakistanischen Militärs erstürmen die seit Tagen von teilweise bewaffneten Koranschülern besetzt gehaltene Rote Moschee. Es gibt über 70 Todesopfer[36].

### Mittwoch, 11. Juli 2007
- Washington, D.C./Vereinigte Staaten: Die USA schicken einen weiteren Flugzeugträger in den Mittleren Osten, wie die US-Marine mitteilt. Hintergrund für die Entsendung des dritten Flugzeugträgers sind die wachsenden Spannungen mit dem Iran und die Sicherheitsoffensive im Irak.

### Donnerstag, 12. Juli 2007
- Bagdad/Irak: Bei einem Luftschlag vermittels Apache-Kampfhubschrauber sterben 12 Zivilisten, darunter Reuters-Mitarbeiter Namir Noor-Eldeen und Saeed Chmagh, deren Teleobjektive von der Helikopterbesatzung nach eigenem Bekunden mit Raketenwerfern verwechselt wurden. Mindestens zwei werden lebensgefährlich verletzt. Bei dem Vorfall wurde auch ein Kleinbus vermittels des 30-mm-Geschützes des Apache zerstört, mit dem ein Familienvater einen zunächst nur Verwundeten bergen wollte.[37]
- Karlsruhe/Deutschland: Das Bundesverfassungsgericht bestätigt die Erlaubnis zum automatischen Kontenabgleich.[38]
- München/Deutschland: Die CSU-Landrätin Gabriele Pauli kündigt ihre Kandidatur für den CSU-Vorsitz im Herbst an.[39]

### Freitag, 13. Juli 2007
- Frankfurt am Main/Deutschland: Der deutsche Aktienindex (DAX) erreicht mit 8.151,57 Punkten ein neues Allzeithoch.
- Washington, D.C./Vereinigte Staaten: Der US-amerikanische Immobilienmarkt ist in einer schweren Krise. Viele Hauskäufer können ihre Schulden nicht mehr begleichen.[40]

### Samstag, 14. Juli 2007
- Mainz/Deutschland: Das Arbeitsgericht Mainz gibt Widersprüchen der Gewerkschaft Deutscher Lokomotivführer gegen das am Dienstag verhängte Streikverbot Recht. Damit darf die Gewerkschaft in diesen Unternehmensbereichen wieder zum Streik aufrufen und streiken. Die Gewerkschaft kündigt an, bis zu weiteren Verhandlungen am 19. Juli keine Warnstreiks durchzuführen.[41]
- Moskau/Russland: Präsident Wladimir Putin veranlasst aus Protest gegen US-Raketenabwehrsysteme in Osteuropa, dass sich sein Land den Verpflichtungen des Vertrags über die konventionellen Streitkräfte in Europa nicht mehr unterwerfen wird.[42]

### Sonntag, 15. Juli 2007
- Madrid/Spanien: Die spanische Prinzessin Sofía de Borbón y Ortiz, 29. April 2007, wird in den Gärten des Palacio de La Zarzuela, dem königlichen Familiensitz, von Kardinal und Erzbischof von Madrid, Antonio Maria Rouco Varela, getauft. Sie ist die zweite Tochter von Kronprinz Felipe von Spanien, Prinz von Asturien, und seiner Frau, Prinzessin Letizia, geborene Ortiz Rocasolano.[43]

### Montag, 16. Juli 2007
- Berlin/Deutschland: Als Konsequenz aus den Pannen in den Kernkraftwerken Krümmel und Brünsbüttel entbindet der Energiekonzern Vattenfall Europe den Geschäftsführer seiner Atom-Sparte Dr. Bruno Thomauske von dessen Aufgaben. Zudem erklärt der Leiter der Konzernkommunikation Johannes Altmeppen seinen Rücktritt.[44]
- Niigata/Japan: Beim Niigata-Chūetsu-Küstenerdbeben 2007 mit der Stärke 6,8 der Richter-Skala im Nordwesten Japans gibt es mindestens neun Todesopfer. Mehr als 900 Menschen erleiden in den Präfekturen Niigata und Nagano Verletzungen.[45] Alle neun Todesopfer, sechs Frauen und drei Männer zwischen 70 und 90 Jahren, gibt es in Kashiwazaki.[46]

### Dienstag, 17. Juli 2007
- Belgrad/Serbien: Der serbische Ministerpräsident Vojislav Koštunica lehnt einen Vorschlag der EU und der USA strikt ab, auf Grundlage einer weiteren UN-Resolution in neue direkte Verhandlungen mit der albanisch dominierten Provinzregierung des Kosovo einzutreten. Damit wächst die Gefahr, dass in nächster Zukunft die USA, aber letzten Endes auch EU-Staaten das Kosovo als unabhängigen Staat anerkennen.[47]

### Mittwoch, 18. Juli 2007

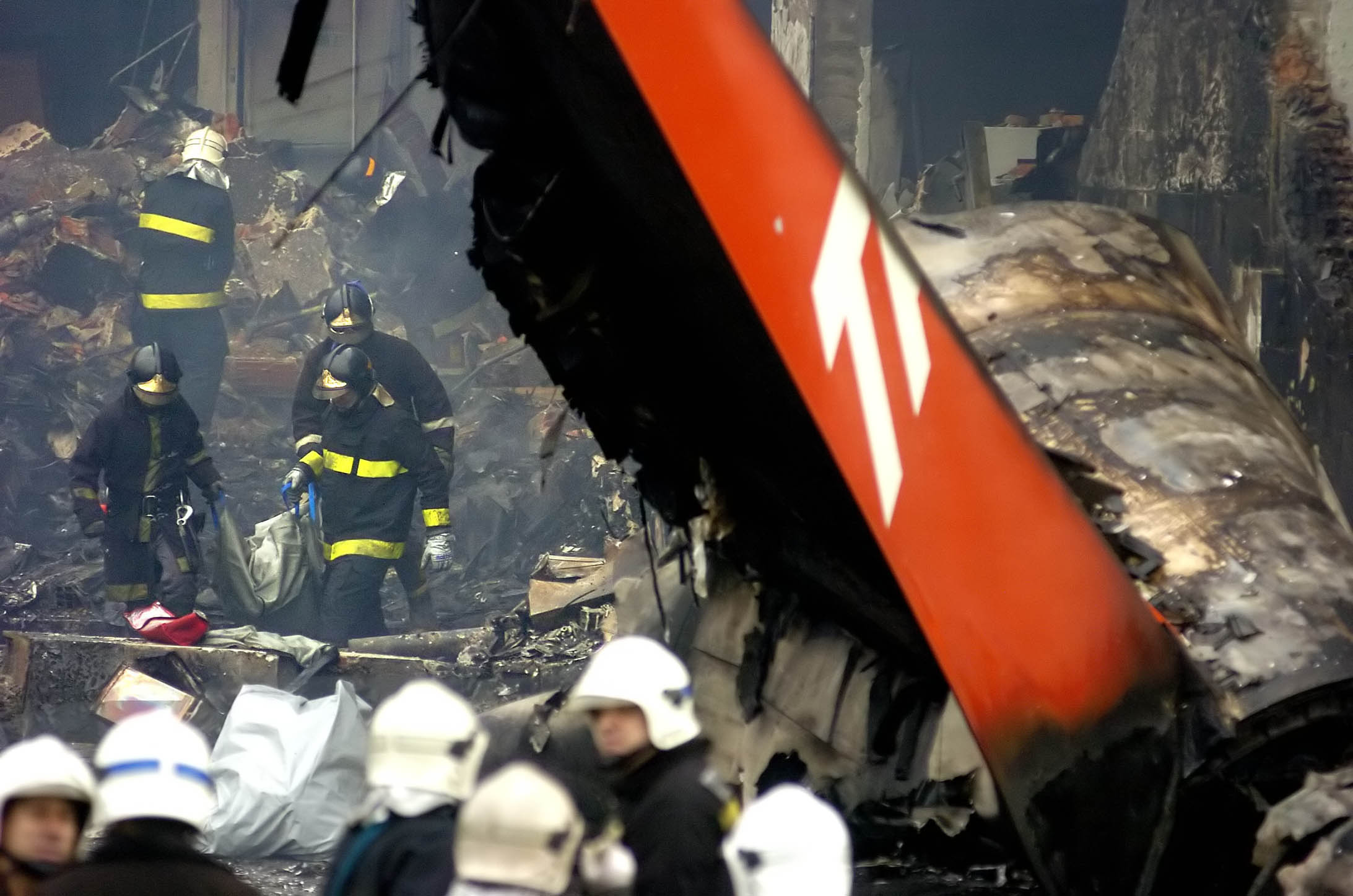
Absturz des TAM-Linhas-Aéreas-Fluges 3054

- New York/Vereinigte Staaten: Der Dirigent Alan Gilbert wird als neuer Chefdirigent der New Yorker Philharmoniker ab der Spielzeit 2009/10 bekanntgegeben. Er wird der erste gebürtige New Yorker sein, der diesen Posten innehat.[48][49]
- São Paulo/Brasilien: Bei dem Absturz eines Passagierflugzeugs vom Typ Airbus A320-200 der Fluggesellschaft Tam auf dem Inlandsflughafen Congonhas in eine Tankstelle und ein Flughafengebäude kommen die 186 Passagiere, sechs Besatzungsmitglieder und 25 der Hausinsassen ums Leben. Die Maschine rutscht bei starkem Regen über die kurze Landebahn und eine Straße hinaus in das Gebäude hinein.[50][51]

### Donnerstag, 19. Juli 2007

Projekt Stuttgart 21

- Berlin/Deutschland: Nach jahrelangem Ringen einigen sich Bund, das Land Baden-Württemberg und die Bahn, das Projekt Stuttgart 21, das unter anderem einen umfassenden Umbau des Stuttgarter Hauptbahnhofs vorsieht, zu realisieren.[52]
- Freetown/Sierra Leone: Der Sondergerichtshof für Sierra Leone verurteilt drei ehemalige Rebellenführer zu hohen Gefängnisstrafen – erstmals in der Geschichte der internationalen Strafjustiz auch wegen der Rekrutierung von Kindersoldaten.[53]
- Neu-Delhi/Indien: bei der Präsidentschaftswahl in Indien wird Pratibha Patil als erste Frau in der Geschichte Indiens in das höchste Staatsamt gewählt.

### Freitag, 20. Juli 2007
- Berlin/Deutschland: Heft Nummer 380 des ältesten periodisch erscheinenden deutschen Comics, Mosaik, erscheint. Damit wurde 50 Jahre in Folge jeden Monat ein Heft publiziert.[54]
- Hamburg/Deutschland: In Hamburg findet ein buddhistischer Kongress statt, bei dem der Dalai Lama anwesend ist. Der Kongress diskutiert die Zulassung der Frauenordination im Buddhismus.[55]

### Samstag, 21. Juli 2007

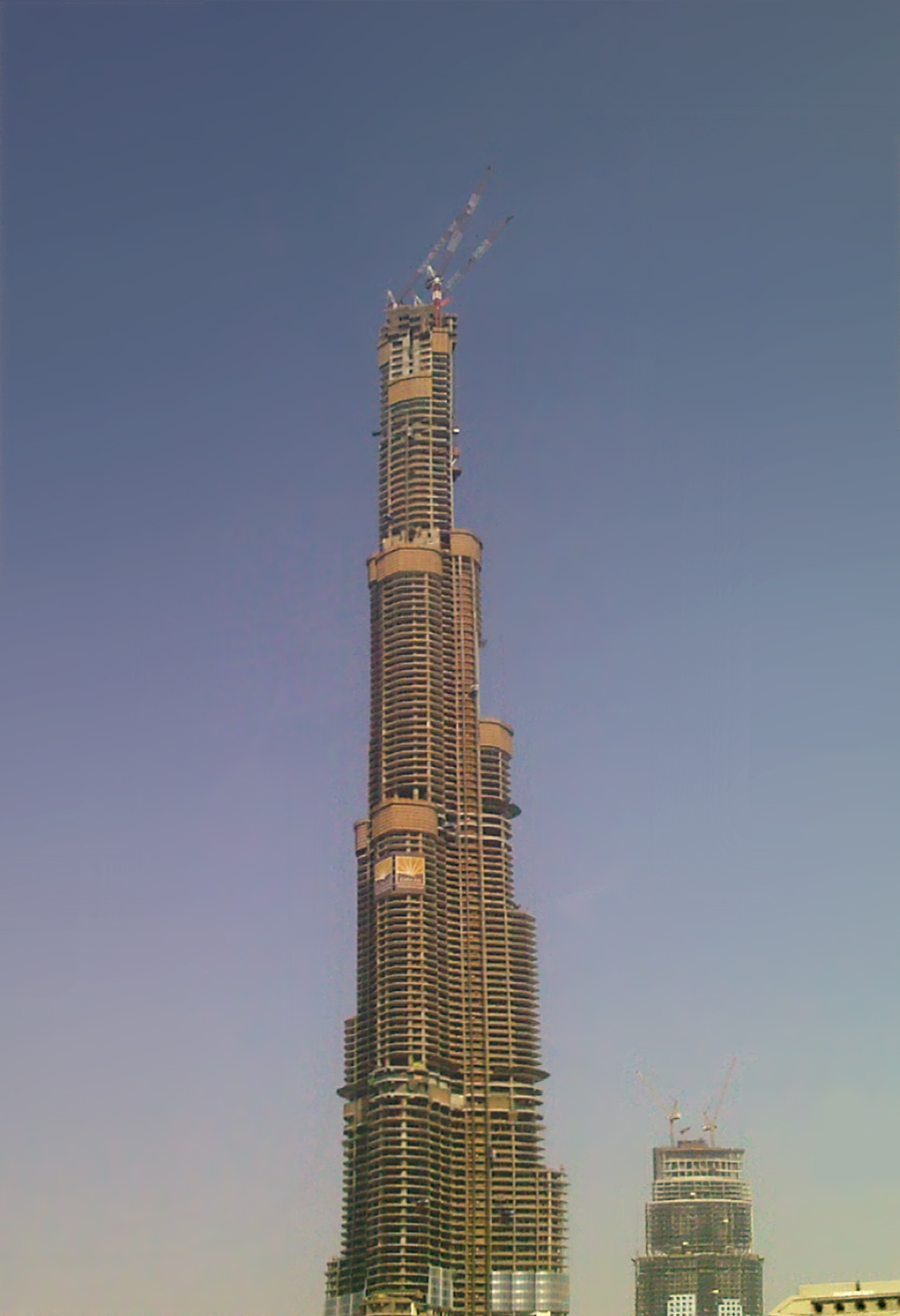
Burdsch Chalifa am 15. Juli

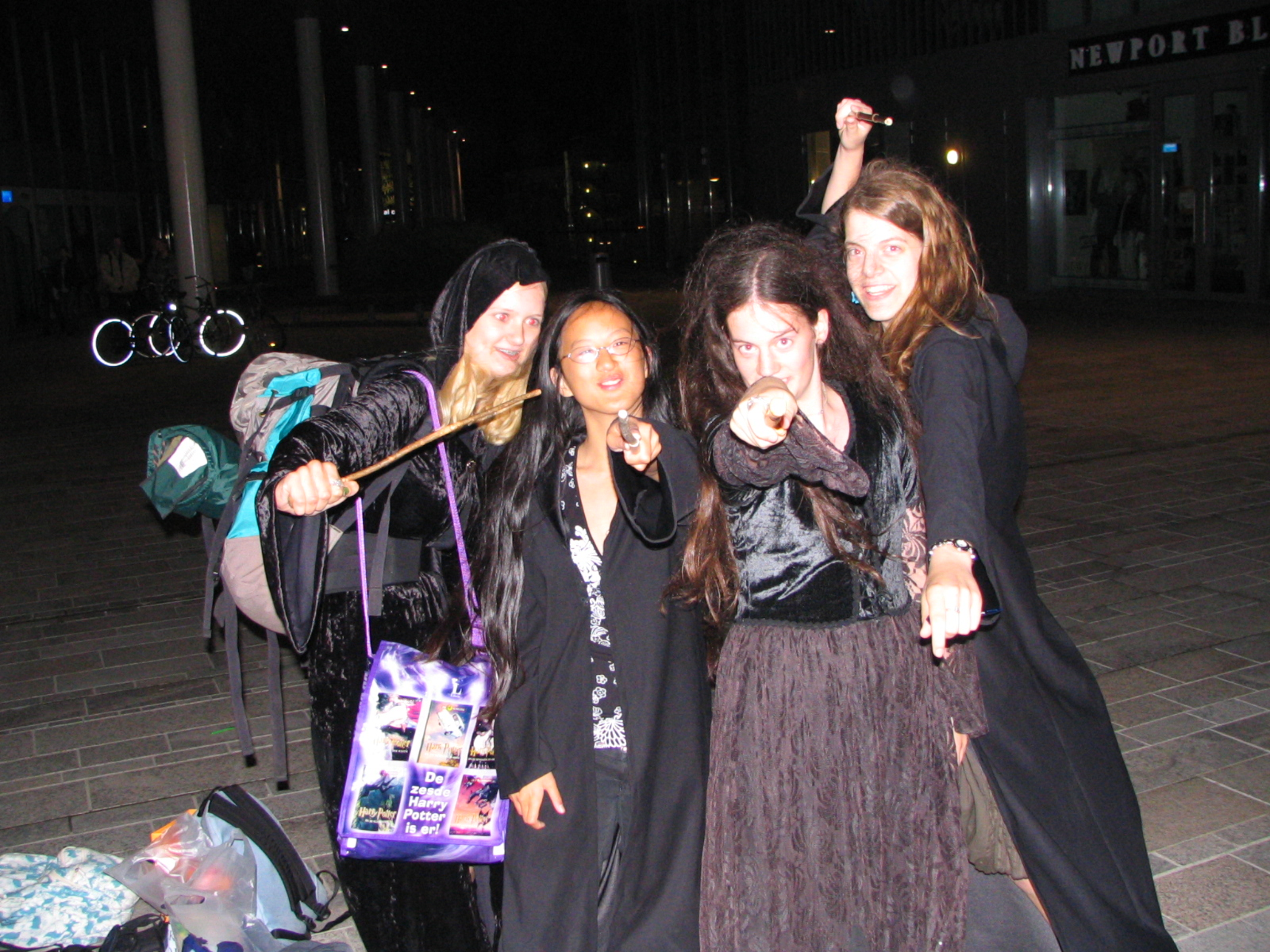
Potter-Fans in der Nacht zum 21. Juli

- Dubai/Vereinigte Arabische Emirate: Mit einer erreichten Höhe von 512,1 m löst der noch im Bau befindliche Wolkenkratzer Burdsch Dubai den Taipei 101 in Taiwan als höchstes Gebäude der Welt ab.[56][57]
- Vereinigte Staaten, Vereinigtes Königreich: Unter dem Titel Harry Potter and the Deathly Hallows wird in der Nacht zum Samstag der siebte und voraussichtlich letzte Teil von Joanne K. Rowlings Harry-Potter-Romanreihe veröffentlicht.[58]

### Sonntag, 22. Juli 2007
- Ankara/Türkei: Die konservativ-islamische Partei für Gerechtigkeit und Aufschwung gewinnt die Parlamentswahlen in der Türkei mit knapp 47 % der Wählerstimmen und kann unter Ministerpräsident Recep Tayyip Erdoğan allein weiterregieren.[59]
- Lyon/Frankreich: Bei einem Busunglück in den französischen Alpen sterben 27 polnische Pilger[60]

### Montag, 23. Juli 2007
- Kabul/Afghanistan: In Afghanistan werden zwei deutsche Bauingenieure sowie 22 koreanische Bürger von den Taliban entführt. Eines der beiden deutschen Entführungsopfer stirbt.[61]

### Dienstag, 24. Juli 2007
- Sofia/Bulgarien: Die bulgarischen Krankenschwestern und der palästinensische Arzt im HIV-Prozess in Libyen erreichen Bulgarien und werden dort umgehend begnadigt.[62]

### Mittwoch, 25. Juli 2007

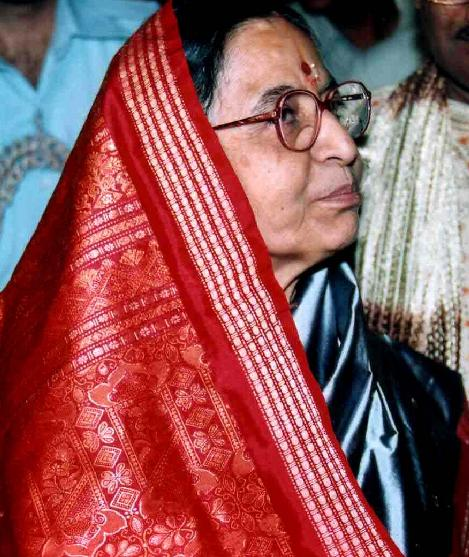
Pratibha Patil

- Hannover/Deutschland: Zum Kaufpreis von 11,4 Milliarden Euro übernimmt die Continental AG die Siemens-Tochter VDO Automotive und steigt damit zu einem der fünf weltgrößten Autozulieferer auf.[63]
- Neu-Delhi/Indien: Pratibha Patil wird als 13. Staatsoberhaupt Indiens vereidigt; sie ist die erste Frau in diesem Amt.[64]
- Vereinigtes Königreich: Die tagelangen Überschwemmungen in Folge Niederschlags, die u. a. die englischen Grafschaften Gloucestershire, Oxfordshire, Warwickshire und Worcestershire betreffen, gelangen zu ihrem bisher größten Ausmaß. 13 Personen kommen durch die Folgen der Wetterlage ums Leben.[65][66]

### Donnerstag, 26. Juli 2007
- Tokio/Japan: Der japanische Elektronikkonzern Sony hat trotz anhaltender Verluste mit seiner Spielekonsole PlayStation 3 den Gewinn mehr als verdreifacht. Zu dem kräftigen Ergebniswachstum trug vor allem die große Beliebtheit der Cyber-shot-Digitalkameras bei.[67]

### Freitag, 27. Juli 2007
- Islamabad/Pakistan: Bei einem Selbstmordanschlag nahe der wieder eröffneten Roten Moschee in Islamabad sind nach Behördenangaben mindestens 14 Menschen getötet worden. Ziel des Anschlags waren Polizisten, die auf einem belebten Markt in der pakistanischen Hauptstadt aßen. Ein junger Mann ist auf die Beamten zugegangen und sprengte sich in die Luft.[68]

### Samstag, 28. Juli 2007
- Gran Canaria/Spanien: Das größte Feuer in der Geschichte der Insel wütet seit dem Morgen nahe dem Ort Tejeda und vernichtete bisher 3500 Hektar Waldfläche. Gelegt wurde das Feuer von einem Forstarbeiter.
- Leipzig/Deutschland: Der FC Bayern München gewinnt im Endspiel um den DFL-Ligapokal 2007 mit 1:0 gegen den FC Schalke 04.[69]

### Sonntag, 29. Juli 2007
- Paris/Frankreich: Die 94. Tour de France 2007 geht auf der Avenue des Champs-Élysées in Paris zu Ende. Sieger ist der spanische Radrennfahrer Alberto Contador, der allerdings in den Dopingskandal Fuentes verwickelt sein soll.
- Tokio/Japan: Bei den japanischen Oberhauswahlen erleidet die Regierungspartei Liberaldemokratische Partei von Premierminister Shinzō Abe eine herbe Wahlniederlage.
- Wien/Österreich: Bei den Verhandlungen um den künftigen Status des autonomen Territoriums des Kosovo wird der deutsche Diplomat Wolfgang Ischinger Unterhändler der Europäischen Union.

### Montag, 30. Juli 2007
- Gran Canaria/Spanien: Auf der Insel werden bei einem großen Waldbrand Gebiete bei Tejedo zerstört.[70]

### Dienstag, 31. Juli 2007
- Luzón/Philippinen: Der Vulkan Bulusan bricht nach 12 Jahren wieder aus.[71]
- Sandouping/China: Heftiges Hochwasser bedroht den Drei-Schluchten-Damm.[72]

## Weblinks

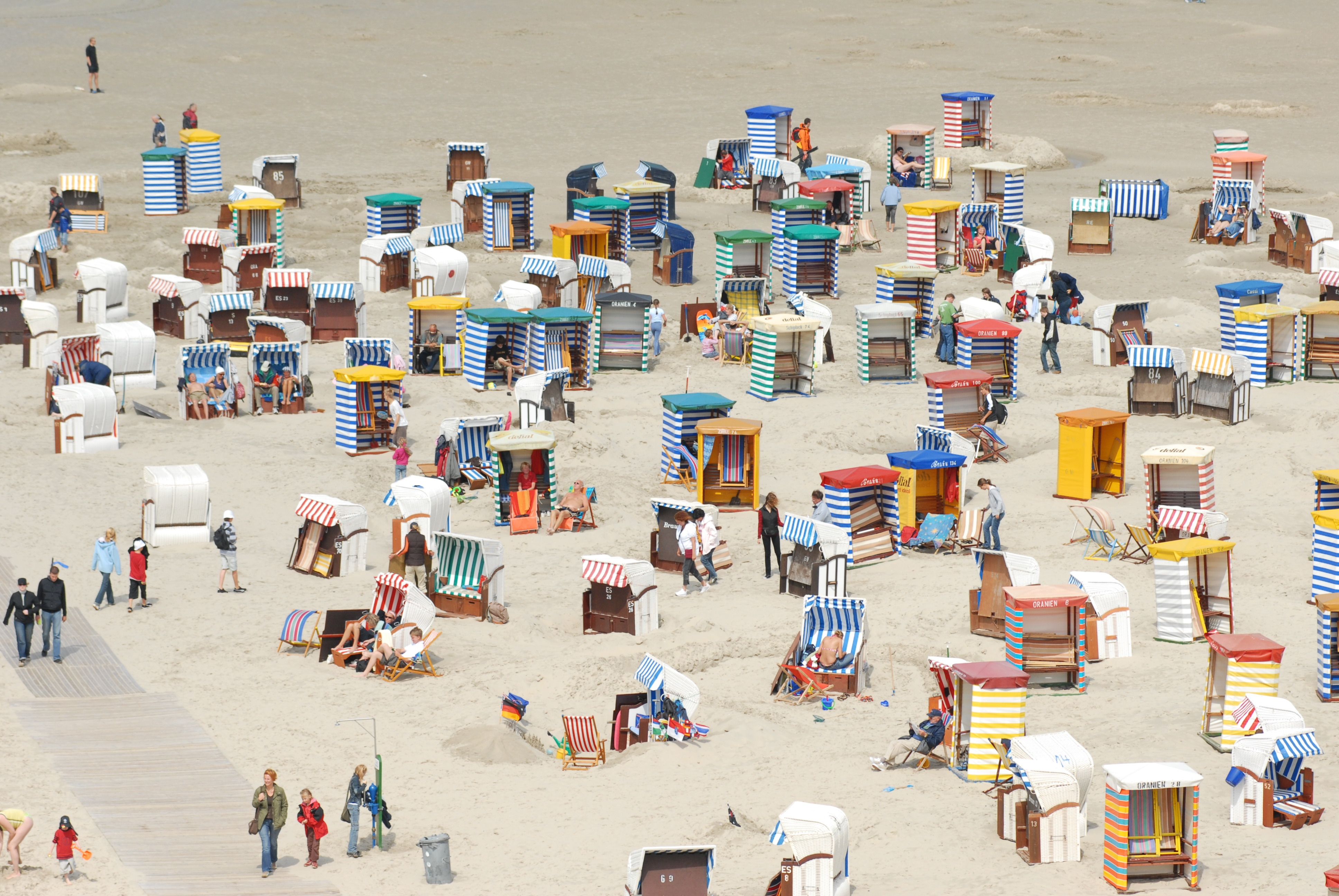
Niedersachsen im Juli 2007